# ActiveState
ActiveState Software Inc. là một công ty phần mềm Canada có trụ sở tại Vancouver, British Columbia chuyên phát triển, bán và hỗ trợ các công cụ phát triển phần mềm đa nền tảng cũng như phân phối các dịch vụ doanh nghiệp.
ActiveState thuộc sở hữu của nhân viên và Turn/River Capital, một công ty có trụ sở tại San Francisco. Ngày 24 tháng 9 năm 2003, Sophos đã mua lại ActiveState với giá 23 triệu đô la Mỹ.

## Công ty con
- Phenona: vào tháng 6 năm 2011, ActiveState Software Inc. tuyên bố mua lại Phenona.[4][5]

- Appsecute Limited: vào tháng 6 năm 2013, ActiveState tuyên bố mua lại Appsecute.[6] Việc mua lại sẽ trở thành chiến lược của ActiveState để ghép nối Appsecute với Stackato.[7]